# Villers-Pater
Villers-Pater là một xã ở tỉnh Haute-Saône trong vùng Franche-Comté phía đông Pháp. Xã có diện tích 4,67 kilômét vuông, dân số năm 2006 là 40 người. Khu vực này có độ cao từ 247-372 mét trên mực nước biển.